# Yıldırım (district)
Yıldırım is een Turks district in de provincie Bursa en telt 575.450 inwoners (2007). Het district heeft een oppervlakte van 64,4 km².
De bevolkingsontwikkeling van het district is weergegeven in onderstaande tabel.
| 1997    | 2000    | 2007    |
| ------- | ------- | ------- |
| 425.257 | 480.266 | 575.450 |

## Geboren
- Zeki Çelik (1997), voetballer